# Equipa da Superleague Fórmula do Football Club Midtjylland
A Equipa da Superleague Fórmula do FC Midtjylland foi uma equipa da Superleague Fórmula que representa o clube dinamarquês FC Midtjylland naquele campeonato. No seu primeiro ano (2009) foi operada pela Hitech Junior Team e teve Kasper Andersen como piloto.
Quanto ao clube de futebol, participa na Danish Superliga, principal campeonato de futebol na Dinamarca.

## Temporada de 2009
Em Temporada da Superleague Fórmula de 2009, o piloto do FC Midtjylland foi Kasper Andersen, e a equipa foi operada pela Hitech Racing. No fim do campeonato, a equipa ficou em 14º

## Registo
(Legenda)
| 2009 | Hitech Junior Team |                 |   |          |          |   |    |   |          |          |    |          |          |   |     |     |
| 2009 | Hitech Junior Team | Kasper Andersen | 8 | 15 (Ret) | 13 (Ret) | 6 | 10 | 5 | 15 (Ret) | 16 (Ret) | 12 | 16 (Ret) | 18 (Ret) | 3 | 203 | 14º |

### Resultados em Super Final
| Ano  | 1       | 2       | 3       | 4       | 5       | 6       |
| 2009 | MAG DNQ | ZOL N/A | DON DNQ | EST DNQ | MOZ N/A | JAR DNQ |